# Крытый мост Роузмен
Крытый мост Роузмен — исторический деревянный крытый мост в округе Мадисон через реку Мидл-Ривер в округе Мадисон штата Айова в США. Получил широкую известность благодаря роману «Мосты округа Мэдисон» Роберта Джеймса Уоллера и его экранизации.
В 1976 году мост был добавлен в Национальный реестр исторических мест США.

## Описание
Крытый мост Роузмен пересекает реку Мидл-Ривер примерно в десяти милях к юго-западу от города Уинтерсет.

## Конструкция
Длина крытой части моста составляет 29,26 метров (96 футов), а с подступами — 70,1 метр (230 футов). Ширина моста — 4,26 метра (14 футов). Его крыша с очень малым уклоном покрыта просмоленными металлическими листами. Мост построен по технологии решётчатого моста с перекрещивающейся сетью досок с каждой стороны, усиленной диагонально-горизонтальной аркой для создания прочной фермы, по всей длине скрепленной металлическими болтами.
Основная конструкция моста, включая дощатый настил, сделана из древесины. Мост опирается на уложенные горизонтально стальные трубы, заменившие собой деревянные. Внешнее покрытие крытого моста — доски шириной 15,2 см (6 дюймов), окрашенные в красный цвет с белой отделкой.

## В культуре
Крытый мост Роузмен выступает местом действия в книге «Мосты округа Мэдисон» Роберта Джеймса Уоллера и показан в её экранизации, стятой Клинтом Иствудом. В романе и фильме мост Роузмен — один из крытых мостов, которые Роберт Кинкейд должен сфотографировать по заказу National Geographic. В поисках этого моста он останавливается у дома Франчески Джонсон, которая затем едет с ним, чтобы показать дорогу. Добравшись до моста Роузмен, он делает несколько пробных снимков, чтобы вернуться на следующий день при хорошем освещении. Ночью Франческа приезжает к мосту и оставляет на нём приглашение на ужин для фотографа, который находит приколотую записку во время фотографирования моста утром следующего дня. Мост изображён на постерах фильма.